# Makoto Sugiyama
Makoto Sugiyama (杉山 誠 Sugiyama Makoto?,  nacido el 17 de mayo de 1960 en Fujieda, Shizuoka) es un exfutbolista japonés. Jugaba de defensa y su último club fue el Kyoto Purple Sanga de Japón.

## Trayectoria

### Clubes
| Club               | País  | Año         |
| ------------------ | ----- | ----------- |
| Nissan Motors      | Japón | 1983 - 1991 |
| Kashima Antlers    | Japón | 1991 - 1993 |
| Kyoto Purple Sanga | Japón | 1993 - 1996 |

## Palmarés

### Títulos nacionales
| Título                   | Club          | País  | Año       |
| ------------------------ | ------------- | ----- | --------- |
| Copa Japan Soccer League | Nissan Motors | Japón | 1988      |
| Copa del Emperador       | Nissan Motors | Japón | 1988      |
| Japan Soccer League      | Nissan Motors | Japón | 1988-1989 |
| Copa Japan Soccer League | Nissan Motors | Japón | 1989      |
| Copa del Emperador       | Nissan Motors | Japón | 1989      |
| Japan Soccer League      | Nissan Motors | Japón | 1989-1990 |
| Copa Japan Soccer League | Nissan Motors | Japón | 1990      |
| Copa del Emperador       | Nissan Motors | Japón | 1991      |